# 滝善三郎
滝 善三郎（たき ぜんざぶろう、天保8年8月21日（1837年9月20日） - 慶応4年2月9日（1868年3月2日））は幕末の備前岡山藩士。名は正信（まさのぶ）。
慶応4年2月9日（1868年3月2日）、1ヶ月前に起きた神戸事件の責を一身に背負い、永福寺（現・神戸市、太平洋戦争にて焼失し現在は同市内の能福寺で供養碑が置かれる）において外国人検視7名を含む列席が見守る中、弟子の介錯によって切腹した。享年32。

## 来歴
天保8年（1837年）8月21日、岡山藩家老日置氏の家臣、滝助六郎正展の次男として津高郡金川村に生まれる。
父親は萩野流の砲術に長けた重臣だったが、善三郎が幼いときに亡くなった。村の神官から漢籍と国風を学ぶ一方、一刀流や砲術を修め、とくに槍術が得意だった。幼いころより物おじしない性格で、危険を伴う大砲の導火の役を買って出るなど度胸に恵まれていた。16歳で兄の源六郎正一とともに京都に上り、文武の修業をしていたが、母親の病気のために十年ほどで帰郷、尾瀬氏より妻を迎え、一男一女をもうける。
明治元年、日置忠尚が朝廷より摂津西宮の警護を命じられたため、兄の率いる部隊の大砲方として随行したその途上、神戸事件に遭遇した。

## 人物と没後経緯
滝は岡山藩家老・日置帯刀（へき たてわき）の家臣であり、妻はつ(1871年3月24日没。行年31歳)と男女各1人の子があった。初代の助六郎正臣から代々砲術の家柄であったという。
滝善三郎については、神戸事件以外の記録が見当たらない。しかし、彼の切腹は神戸事件を収拾させたのみならず、世界的にセンセーションを巻き起こすこととなる。検視に立ち会った当時のイギリス外交官・ミットフォードが滝の切腹の模様を本国に伝え、それをイギリスの新聞『イラストレイテッド・ロンドン・ニュース』が銅版画付きで報じたためである。
当時は「切腹」と言っても短刀を腹に当てた時点で介錯が首を落とすとか、さらには短刀の代わりに扇子を使う「扇腹」（おうぎばら）などが一般的だったのだが（幕末期は本来の作法通りも少なくはなかった）、ミットフォードによると滝善三郎の切腹は古来よりの作法に則った形であった様である。ミットフォードは日本の作法についてもよく調べており、滝の切腹の模様を生々しい筆致で書き残している。
戒名は誠岩良忠居士。善三郎の切腹により、息子の成太郎（しげたろう）は備前公の直参に引き立てられ、500石を賜った。善三郎の跡目は、娘が婿を取って継ぎ、こちらも100石を賜った。
切腹に用いた脇差は長男成太郎に、介錯に使われた刀は長女いわに残され、子孫によって継承されている。善三郎の姉の孫にあたる松崎天民は1917年に善三郎についての著書『運命の影に』を刊行した。墓所は岡山市東山墓地。東京の小石川の真珠院にも墓所がある。

## 関連史蹟
- 三宮神社（神戸市）

「神戸事件地跡」碑と、滝が率いていたものと同型の大砲が境内に据えられている。
- 七曲神社（岡山県御津郡御津町金川）

池田宣政（侯爵、貴族院議員、岡山藩主の嫡孫）による「滝善三郎義烈碑」が残されている。
御津町金川は家老・日置の知行地であり、滝の出身地でもある。
- 能福寺（神戸市）

切腹の場となった永福寺より移された「滝善三郎正信慰霊碑」がある。

## 関連文献
- 新渡戸稲造『武士道』岩波文庫。ほか

上記ミットフォードの著作『旧日本の物語』より滝の切腹に関する記述を載せている。
訳書 著、長岡祥三 訳「第4章　内戦と備前事件」『英国外交官の見た幕末維新』講談社学術文庫、1998年。参照。
- 瀧善成「『神戸事件 瀧善三郎』に関する諸資料」（日本古書通信431、1980年3月）。筆者は瀧善三郎の孫、歴史学者、執筆当時、東邦音楽大学教授。
- 『岡山人じゃが4--「地域」って奥深い』（岡山ペンクラブ編、吉備人出版、2008年）ISBN 978-4-86069-197-4。Ⅱ「ラストサムライ瀧善三郎と軍神片山兵曹長--岡山市御津地区出身、異色の2人をもっと知ろう」（赤井克己執筆）。
- 原田益直「瀧善三郎の辞世について」岡山県立記録資料館紀要6、2011年3月。